# Aegaeobuthus gibbosus
Espèce
Synonymes
- Buthus gibbosus Brullé, 1832
- Mesobuthus gibbosus (Brullé, 1832)
- Androctonus peloponnensis C. L. Koch, 1836
- Androctonus stenelus C. L. Koch, 1840
- Vaejovis schuberti C. L. Koch, 1840
- Buthus gibbosus anatolicus Schenkel, 1947

Aegaeobuthus gibbosus est une espèce de scorpions de la famille des Buthidae.

## Distribution
Cette espèce se rencontre en Grèce, en Albanie, en Macédoine du Nord, en Bulgarie et en Turquie.

## Systématique et taxinomie
Cette espèce a été décrite sous le protonyme Buthus gibbosus par Brullé en 1832. Elle est placée dans le genre Mesobuthus par Vachon en 1950 puis dans le genre Aegaeobuthus par Kovařík en 2019.

## Publication originale
- Brullé, 1832 : « Des animaux articulés. Scorpionides. » Expédition scientifique de Morée, section des sciences physiques, Zoologie, Paris, vol. 3, no 1, p. 57-60 (texte intégral).